# Войны мороженщиков в Глазго

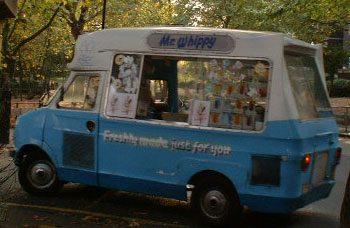
Фургоны мороженщиков оповещают жителей о своём прибытии мелодичным перезвоном (chimes), воспроизводимым через репродукторы

Войны мороженщиков в Глазго (англ. The Glasgow Ice Cream Wars) — серия конфликтов в шотландском городе Глазго между конкурирующими наркоторговцами, развозившими свой товар в фургонах для продажи мороженого. Противостояние, продолжавшееся до середины 1980-х годов и сопровождавшееся ежедневным устрашением и актами насилия, привело к смерти от поджога квартиры нескольких членов семьи одного из водителей и последующему судебному разбирательству, длившемуся более 20 лет.

## Конфликты
Конфликты, в ходе которых торговцы громили фургоны конкурентов и расстреливали друг друга из ружей через лобовые стёкла, оказались более жестокими, чем можно было бы ожидать от мороженщиков. На первый взгляд, насилие, к которому прибегли участники противостояния, было совершенно неадекватным, а вся ситуация в целом граничила с фарсом — фургоны мороженщиков регулярно преследовались специальными отрядами полиции района Стратклайд, из-за чего местные жители дали им каламбурное прозвище «serious chimes squad» («взвод по борьбе с особо тяжкими динь-динь») вместо официального термина «serious crimes squad» («взвод по борьбе с особо тяжкими преступлениями»). Тем не менее, дело шло не только о продаже мороженого. Прикрываясь торговлей мороженым как ширмой, ряд мороженщиков сбывал при объездах города краденые ценности и наркотики, и бо́льшая часть проявленного в ходе конфликтов насилия была связана либо с устрашением, либо с прямым устраненим конкурентов.
Кульминацией насилия стал поджог дома семьи Дойл в жилом микрорайоне Рачейзи (англ. Ruchazie housing estate) 16 апреля 1984 года, повлёкший за собой смерть шести человек. 18-летний водитель фирмы «Марчетти» (англ. Marchetti) Эндрю Дойл (англ. Andrew Doyle) по прозвищу «Толстяк» (англ. Fat Boy) не поддался угрозам преступников, пытавшихся заставить его перевозить на своём фургоне наркотики, а также попыткам силой отобрать у него маршрут (ранее в наказание за сопротивление он уже был ранен неизвестным, выстрелившим в него через лобовое стекло).
Против Дойла была спланирована и осуществлена акция устрашения (англ. frightener). В 2 часа ночи преступники облили бензином и подожгли дверь Дойлов на последнем этаже многоквартирного дома в Рачейзи. Члены семьи Дойла, а также оставшиеся у них на ночь трое гостей в это время спали. В результате начавшегося пожара пять человек погибли на месте, шестой скончался позднее в больнице: 53-летний Джеймс Дойл (англ. James Doyle), его 25-летняя дочь Кристина Хэллерон (англ. Christina Halleron), её полуторагодовалый сын Марк и трое сыновей Джеймса Дойла — Джеймс, Эндрю и Тони 23, 18 и 14 лет соответственно.

## Суд и дальнейшие разбирательства
Убийство Дойлов вызвало сильное общественное возмущение жителей Глазго. В течение последующих месяцев полиция Стратклайда арестовала несколько человек, шестерым из которых были предъявлены обвинения. Четверо были преданы суду и осуждены за преступления, связанные с вендеттой. Двое из арестованных — Томас «Т. С.» Кэмпбелл (англ. Thomas “T C” Campbell ) и Джо Стил (англ. Joe Steele) — были обвинены в убийстве семьи Дойлов и приговорены к пожизненному заключению. В соответствии с решением суда они должны были отбывать наказание не менее двадцати лет. Более того, Кэмпбелл был осуждён за причастность к ранее имевшему место вооружённому нападению и приговорён к десяти годам лишения свободы.
Последовавшее за этим 20-летнее судебное разбирательство стало одним из самых спорных в шотландской истории права судебным процессом, и, по выражению адвоката Кэмпбелла Аамера Анвара (англ. Aamer Anwar), «это были 20 лет голодовок, нескольких попыток побега из тюрьмы, демонстраций, политического давления, одиночных камер, побоев и судебных поединков, следовавших один за другим».
Версия государственного обвинения против Кэмпбелла и Стила опиралась на три доказательства:
- свидетель Уильям Лав (англ. William Love) показал, что он слышал в баре разговор Кэмпбелла, Стила и других, содержавший намерение проучить «Толстяка» Дойла путём поджога его квартиры;
- полиция показала, что Кэмпбелл сделал заявление о том, что «он только намеревался стрелять по окнам фургона, а поджог „Толстяка“ предназначался только для запугивания, которое в конечном итоге зашло слишком далеко». Заявление подтвердили четыре офицера полиции;
- согласно представлению полиции, в квартире Кэмпбелла была найдена фотокопия карты Глазго, на которой был отмечен дом Дойлов на улице Банкенд (англ. Bankend St.).

По версии государственного обвинения, Кэмбелл имел за плечами криминальное прошлое (уже отбывал тюремное заключение в течение нескольких лет в 1970-х годах, а также в период с 1982 по 1983 год). В бизнесе мороженщиков Кэмпбелл стремился защитить свой «участок» от конкурирующей с ним семьи Марчетти, а Стил фактически был сообщником Кэмпбелла, выполнявшим грязную работу в спланированном им кампании по запугиванию водителей фургонов Марчетти.
В ходе 27-дневного слушания дела защита отклонила доказательства государственного обвинения, Кэмпбелл же продолжал утверждать, что был подставлен как Лавом, так и офицерами полиции. Во время судебного разбирательства Кэмпбелл охарактеризовал Лава как «отчаянного человека», который, будучи выпущенным под залог в обмен на свидетельские показания, был готов их давать, указывая пальцем на «любого из нас» (по словам Кэмпбелла), с тем чтобы не сесть в тюрьму самому. Кэмпбелл отрицал, что делал заявление полиции и официально заявил, что полицейские подбросили фотокопию карты в его дом, а при аресте и приводу в полицейский участок на Бэрд-Стрит (англ. Baird Street) старший офицер полиции сказал ему: «Сейчас мы разберёмся. Я прижму тебя к стенке». Кэмпбелл заявил, что на момент пожара был дома со своей женой. Стил так же утверждал о наличии собственного алиби.
После вынесения обвинительного приговора в 1989 году Кэмпбелл и Стил безуспешно пытались его опротестовать.
В 1992 году два журналиста, Дуглас Скелтон (англ. Douglas Skelton) и Лайза Браунли (англ. Lisa Brownlie), выпустили книгу «Пугалка» о конфликтах и судебном разбирательстве по данному делу. Они взяли у Лава интервью, в котором он заявил (а позднее и подписал показания) о собственном лжесвидетельстве под присягой. По словам самого Лава, он «дал ложные показания в собственных интересах, кроме того, полиция оказывала на него давление в целях лжесвидетельства против Кэмпбелла, которого она безусловно считала виновным в организации поджога квартиры Дойлов».
В дальнейшем Кэмпбелл и Стил принимали участие в протестных кампаниях в попытке предать гласности обстоятельства своего дела. Стил несколько раз бежал из тюрьмы, пытаясь добиться широкой огласки различными способами, включая демонстративное выражение протеста на крыше здания и пристёгивание себя к ограде Букингемского дворца. Кэмпбелл протестовал в тюрьме Барлинни (англ. Barlinnie prison), проводя голодовки и отказываясь стричь волосы, а также участвовал в съёмках документального фильма об этом деле. После длительных судебных разбирательств государственный секретарь по делам Шотландии передал дело в апелляционный суд, предоставив обоим осуждённым временную свободу до вынесения решения суда.
Поданная апелляция была отклонена. Трое судей апелляционного суда не пришли к единогласному решению о приобщении новых доказательств, касающихся показаний Лава (и связанных с потенциально оправдательным заявлением в полицию, сделанным сестрой Лава, которое не было доведено до сведения защиты во время судебного разбирательства), могущих оказать значительное влияние на результат первоначального рассмотрения дела и которые, следовательно, должны были быть приняты во внимание. Лорд Каллен (англ. Cullen) и лорд Сазерленд (англ. Sutherland) выразили мнение, что в этом нет никакой необходимости, с чем не согласился лорд Маккласки (англ. McCluskey). В результате оба осуждённых были возвращены в тюрьму.

## Дальнейшие события
Тем не менее судебное противостояние продолжалось. Следующее ходатайство государственному секретарю по делам Шотландии было представлено с просьбой вернуть дело в апелляционный суд на очередной его пересмотр. Доналд Дьюар (англ. Donald Dewar) отказал в просьбе, поскольку «не нашёл для этого веских оснований», после чего адвокаты Кэмпбелла и Стила передали дело в недавно созданную Шотландскую комиссию по пересмотру уголовных дел (англ. Scottish Criminal Cases Review Commission), которая приступила к собственному расследованию обстоятельств дела.
Сначала комиссия запросила и получила материалы от королевской канцелярии, затем обратилась в суд для получения от государственного обвинения дополнительных документов по делу, включая правительственную корреспонденцию. Государственное обвинение выступало против выдачи этих документов, аргументируя свои действия тем, что комиссия не обосновала должным образом необходимость доступа к документации, а также тем, что сами документы были из той же категории, что и документы, в доступе к которым комиссии уже было отказано ранее исполнительным департаментом юстиции Шотландии. Лорд Кларк вынес решение в пользу комиссии, заявив что «уставные обязательства комиссии [включают] осуществление полного, независимого и беспристрастного расследования предполагаемых нарушений в совершении правосудия», и что «законодательство, в соответствии с которым [она (комиссия) действует], даёт широчайшие полномочия для выполнения этих обязанностей».
Комиссия постановила, что дело должно быть возвращено в апелляционный суд. В ожидании результатов апелляции лорд Джилл (англ. Lord Gill) вторично предоставил Кэмпбеллу и Стилу временную свободу от тюремного заключения.

## Освобождение
Спустя три года ходатайство было заслушано апелляционным судом и, наконец, удовлетворено. В результате рассмотрения новых доказательств по делу и выявления серьёзных ошибок, допущенных судьёй в ходе первоначального рассмотрения и при инструктировании присяжных заседателей перед вынесением вердикта, лорд Джилл, лорд Маклин (англ. Lord MacLean) и лорд Макфэдьян (англ. Lord Macfadyan) отменили обвинительный приговор. Профессор когнитивной психологии Брайан Клиффорд представил новые аргументы, в которых он охарактеризовал показания четырёх сотрудников полиции в отношении заявления Кэмпбелла во время первоначального рассмотрения дела как «слишком точные». Клиффордом были проведены исследования, в ходе которых проводилось тестирование групп жителей Шотландии и Англии для определения их способности воспроизводить только что услышанную информацию. В результате профессор установил, что в стандартных обстоятельствах люди запоминают только 30-40 % от фактического количества услышанных ими слов, и что наивысшим результатом, показанным кем бы то ни было при попытке вспомнить, что Кэмпбелл будто бы огласил в своём заявлении, было 17 слов из 24 им произнесённых. Профессор Клиффорд показал, что в процессе воспроизведения услышанного люди передают «смысл, а не повторяют точную формулировку [сказанного]». Он заявил также, что полученные результаты «предполагают малую вероятность того», что сотрудники полиции могли записать заявление Кэмпбелла «в столь точных формулировках». Судьи апелляционного суда пришли к выводу, что «любой присяжный, выслушавший аргументацию профессора Клиффорда, оценил бы показания офицером полиции, производивших арест, в совершенно ином свете», и что это доказательство «имеет такое значения, что вердикты присяжных, находившихся в неведении относительно него, должны рассматриваться как судебные ошибки». Кэмпбелл, интересы которого в суде представляла королевский адвокат Мэгги Скотт (англ. Maggie Scott), и Стил 22 апреля 2004 году были выпущены на свободу.
Судья первой инстанции лорд Кинкрэйг (англ. Lord Kincraig), который в 1980-х годах в ходе первоначального рассмотрения дела заявил Кэмпбеллу и Стилу, что он расценивает их как «порочных и опасных людей», будучи уже 18 лет в отставке, впоследствии высказался против решения апелляционного суда и заявил, что не может «согласиться с тем, что имел место сговор в полиции». Во время первоначального рассмотрения дела он дал указания присяжным о том, что доверять утверждениям Кэмпбелла и Стила равносильно утверждению, что «не один, два или четыре, а большое число детективов специально явилось сюда, чтобы дать ложные показания и сфабриковать ложное дело против обвиняемого», а также допустить, что имел место сговор офицеров полиции «самого зловещего и серьёзного характера» для того, чтобы «обвинить подсудимых не просто в убийстве или покушении на убийство, а в убийстве ужасающей природы». После отмены приговора лорд Кинкрэйг подверг критике апелляционный суд за «[узурпацию] функции присяжных», «решение вопросов факта, а не права» и за «заявление суда о неправдоподобности доказательств, которые находятся в компетенции присяжных. По существу, это и стало решением. Действительно, апелляционный суд фактически решил, что присяжные были неправы».
Кэмпбелл призывал провести новое расследование убийства семьи Дойлов, обвиняя Тама Макгроу (англ. Tam MacGraw) в убийствах и в разжигании кампании, длящейся уже более двадцати лет и гарантировавшей, что заключённый Кэмпбелл будет молчать в результате оказываемого на него давления, включая неоднократные покушения на его жизнь. Однако эксперты посчитали маловероятным, что новое расследование будет начато в результате отмены приговора и появления новых доказательств, которые были представлены после первоначального рассмотрения дела. Этот скептицизм объясняется отчасти тем, что отчётливо просматривается ненависть Кэмпбелла к человеку, против которого он выдвигал обвинения (ножевое ранение Кэмпбелла в 2002 году считалось в то время одной из причин длительной вражды между ними по принципу «зуб за зуб»), а отчасти и тем, что два активно принимавших участие в деле полицейских уже умерли к моменту возобновления расследования. Детектив-супериндендант Норри Уокер (англ. Norrie Walker) в 1988 году был найден задохнувшимся выхлопными газами в своём автомобиле, а детектив-главный супериндендант Карл Крейг, начальник отдела уголовных расследований на момент совершения убийств, умер в 1991 году.
Истинных виновников убийства семьи Дойлов установить не удалось.